# Championnat de Namibie de football 1992
Navigation
Édition 1997-1998
La saison 1992 du Championnat de Namibie de football est la deuxième édition de la Premier League, le championnat de première division national namibien. Les équipes engagées sont regroupées au sein d'une poule unique où elles affrontent deux fois leurs adversaires, à domicile et à l'extérieur. En fin de saison, le dernier du classement est relégué et il n'y a aucun club promu de deuxième division.
C'est le Ramblers FC qui remporte la compétition cette saison après avoir terminé en tête du classement, avec deux points d'avance sur Young Ones FC et quatre sur le duo African Stars FC-Liverpool Okahandja. C'est le tout premier titre de champion de Namibie de l'histoire du club.

## Participants
- Ramblers FC
- Eleven Arrows FC
- Young Ones FC
- African Stars FC
- Liverpool Okahandja
- Civics FC
- Blue Waters FC
- Robber Chanties FC
- Tigers FC
- Black Africa FC
- Orlando Pirates Windhoek
- Chief Santos FC
- Challengers FC
- Nampol FC

## Compétition

### Classement
Le classement est établi sur le barème de points classique : victoire à 3 points, match nul à 1, défaite à 0.
| Rang | Équipe                   | Pts | J  | G  | N  | P  | Bp | Bc | Diff |
| ---- | ------------------------ | --- | -- | -- | -- | -- | -- | -- | ---- |
| 1    | Ramblers FC              | 52  | 26 | 15 | 7  | 4  | 57 | 29 | +28  |
| 2    | Young Ones FC            | 50  | 26 | 15 | 5  | 6  | 48 | 33 | +15  |
| 3    | African Stars FC         | 48  | 26 | 13 | 9  | 4  | 53 | 25 | +28  |
| 4    | Liverpool OkahandjaC     | 48  | 26 | 14 | 6  | 6  | 49 | 28 | +21  |
| 5    | Chief Santos FC          | 42  | 26 | 9  | 15 | 2  | 36 | 20 | +16  |
| 6    | Blue Waters FC           | 42  | 26 | 11 | 9  | 6  | 52 | 49 | +3   |
| 7    | Eleven Arrows FCT        | 37  | 26 | 11 | 4  | 11 | 43 | 40 | +3   |
| 8    | Civics FC                | 34  | 26 | 9  | 7  | 10 | 37 | 46 | -9   |
| 9    | Robber Chanties FC       | 33  | 26 | 8  | 9  | 9  | 28 | 41 | -13  |
| 10   | Orlando Pirates Windhoek | 28  | 26 | 7  | 7  | 12 | 36 | 41 | -5   |
| 11   | Black Africa FC          | 27  | 26 | 7  | 6  | 13 | 38 | 43 | -5   |
| 12   | Tigers FC                | 27  | 26 | 7  | 6  | 13 | 29 | 47 | -18  |
| 13   | Nampol FC                | 24  | 26 | 6  | 6  | 14 | 26 | 48 | -22  |
| 14   | Challengers FC           | 4   | 26 | 0  | 4  | 22 | 27 | 69 | -42  |

|  | Qualification pour la Coupe des clubs champions africains 1993 |
|  | Qualification pour la Coupe des Coupes 1993                    |
|  | Qualification pour la Coupe de la CAF 1993                     |
|  | Relégation en deuxième division                                |
|  | T : Tenant du titre C : Vainqueur de la Coupe de Namibie       |

## Bilan de la saison
| Championnat de Namibie de football 1992                             |                         |
| Champion                                                            | Ramblers FC (1er titre) |
| Coupes et trophées                                                  |                         |
| Vainqueur de la Coupe de Namibie 1992                               | Liverpool Okahandja     |
| Qualifications continentales                                        |                         |
| Coupe des clubs champions africains 1993                            | Ramblers FC             |
| Coupe d'Afrique des vainqueurs de coupe de football 1993            | Liverpool Okahandja     |
| Coupe de la CAF 1993                                                | Young Ones FC           |
| Promotions et relégations                                           |                         |
| Promus en Championnat de Namibie de football                        | Aucun                   |
| Relégués en Championnat de Namibie de football de deuxième division | Challengers FC          |